# Varilhes
Varilhes är en kommun i departementet Ariège i regionen Occitanien i södra Frankrike. Kommunen ligger  i kantonen Varilhes som ligger i arrondissementet Pamiers. År 2022 hade Varilhes 3 491 invånare.

## Befolkningsutveckling
Antalet invånare i kommunen Varilhes
Referens: INSEE